# George Henry Fox
George Henry Fox (* 8. Oktober 1846 in Ballston Spa; † 3. Mai 1937 in Manhattan) war ein US-amerikanischer Hautarzt.

## Leben und Wirken
George Henry Fox führte seinen Stammbaum bis auf einen Thomas Fox zurück, der um das Jahr 1640 in Concord (Massachusetts) lebte. In den letzten acht Monaten des Sezessionskrieges kämpfte er in den Reihen der Unions-Armee. 1867 schloss er ein Studium mit dem Titel Bachelor of arts an der University of Rochester ab. Von Rochester aus ging er an die University of Pennsylvania, wo er 1869 den medizinischen Doktorgrad erwarb. Danach arbeitete ein Jahr lang als Arzt im Blockley  Hospital in Philadelphia und ging anschließend für drei Jahre zur Weiterbildung nach Europa:
- nach Berlin zu Rudolf Virchow
- nach Wien zu Ferdinand von Hebra, Isidor Neumann, Leopold Schrötter von Kristelli und Karl Stoerk
- nach Paris zu Pierre Antoine Ernest Bazin (1807–1878), Alfred Hardy und Émile Vidal und schließlich
- nach London zu William Tilbury Fox und Jonathan Hutchinson.

Ferdinand von Herbra in Wien inspirierte ihn zur Spezialisierung für Dermatologie. In London, in der Klinik von William Tilbury Fox, lernte er seinen Landsmann Henry Granger Piffard kennen, mit dem er in der Folge eng zusammenarbeitete.

## Werke
- Zusammen mit Henry Granger Piffard. Cutaneous and veneral memoranda. William Wood, New York 1877 (Digitalisat).
- A clinical study of molluscum contagiosum. Chicago 1878 (Digitalisat)
- Photographic illustrations of skin diseases. E. B. Treat, New York 1880 (Digitalisat). 2. Auflage 1887 (Digitalisat). 2. Serie 1889 (Digitalisat)
  - Iconographie photographique des maladies de la peau, par G. H. Fox,... Traduction par le Dr Holman. 48 planches d'après nature, coloriées à la main. J.-B. Baillière, Paris 1882. (Digitalisat)
- Photographic illustrations of cutaneous syphilis. E. B. Treat, New York 1881 (Digitalisat)
- Skin diseases of children. Wood, New York 1897 (Digitalisat)
- A practical treatise on smallpox. Illustrated by colored photographs from life / by George Henry Fox ... With the collaboration of S.D. Hubbard, S. Pollitzer and J.H. Huddleston. J.B. Lippincott, Philadelphia and London 1903 (Digitalisat)
- Photographic atlas of the diseases of the skin; a series of ninety-six plates, comprising nearly two hundred illustrations, with descriptive text, and a treatise on cutaneous therapeutics. Lippincott, Philadelphia 1905. Bd. I (Digitalisat). Bd. II (Digitalisat). Bd. III (Digitalisat). Bd. IV (Digitalisat)